# جورج کیچینگ
جورج کیچینگ (انگلیسی: George Kitching; ۱ ژانویهٔ ۱۹۱۰ – ۱ ژانویهٔ ۱۹۹۹) پرسنل نظامی اهل کانادا بود.